# Jim et Willy veulent se marier
Pour plus de détails, voir Fiche technique et Distribution.
Jim et Willy veulent se marier (ou Jim et Willy à Paris)  est un film muet français réalisé par Georges Monca, sorti en 1909.

## Fiche technique
- Titre : Jim et Willy veulent se marier
- Titre alternatif : Jim et Willy à Paris
- Réalisation : Georges Monca
- Scénario : Daniel Riche
- Photographie :
- Montage :
- Société de production : Société cinématographique des auteurs et gens de lettres (S.C.A.G.L)
- Société de distribution : Pathé Frères
- Pays d'origine :  France
- Langue : français
- Métrage : 185 mètres
- Format : Noir et blanc — 35 mm — 1,33:1 — Muet
- Genre :  Comédie
- Durée : 6 minutes et 10 secondes
- Numéro de catalogue Pathé : 2934
- Dates de sortie :
  - France : 16 juillet 1909

## Distribution
- Georges Tréville
- Jeanne Marie-Laurent
- Hélène Maïa
- Albens